# Trbinc
Trbinc este o localitate din comuna Mirna, Slovenia, cu o populație de 66 de locuitori.